# Juan Carlos Burbano
Juan Carlos Burbano de Lara Torres, mais conhecido como Juan Carlos Burbano (Quito, 15 de fevereiro de 1969), é um ex-futebolista equatoriano, que exercia a função de meio-campista. Atualmente, treinador de futebol.

## Carreira
Burbano representou a Seleção Equatoriana de Futebol na Copa do Mundo de 2002.

## Títulos
El Nacional
- Campeonato Equatoriano: 1996